# Arotin & Serghei
 (septembre 2024).
La mise en forme du texte ne suit pas les recommandations de Wikipédia : il faut le « wikifier ».
Les points d'amélioration suivants sont les cas les plus fréquents. Le détail des points à revoir est peut-être précisé sur la page de discussion.
- Les titres sont pré-formatés par le logiciel. Ils ne sont ni en capitales, ni en gras.
- Le texte ne doit pas être écrit en capitales (les noms de famille non plus), ni en gras, ni en italique, ni en « petit »…
- Le gras n'est utilisé que pour surligner le titre de l'article dans l'introduction, une seule fois.
- L'italique est rarement utilisé : mots en langue étrangère, titres d'œuvres, noms de bateaux, etc.
- Les citations ne sont pas en italique mais en corps de texte normal. Elles sont entourées par des guillemets français : « et ».
- Les listes à puces sont à éviter, des paragraphes rédigés étant largement préférés. Les tableaux sont à réserver à la présentation de données structurées (résultats, etc.).
- Les appels de note de bas de page (petits chiffres en exposant, introduits par l'outil «  Source ») sont à placer entre la fin de phrase et le point final[comme ça].
- Les liens internes (vers d'autres articles de Wikipédia) sont à choisir avec parcimonie. Créez des liens vers des articles approfondissant le sujet. Les termes génériques sans rapport avec le sujet sont à éviter, ainsi que les répétitions de liens vers un même terme.
- Les liens externes sont à placer uniquement dans une section « Liens externes », à la fin de l'article. Ces liens sont à choisir avec parcimonie suivant les règles définies. Si un lien sert de source à l'article, son insertion dans le texte est à faire par les notes de bas de page.
- La présentation des références doit suivre les conventions bibliographiques. Il est recommandé d'utiliser les modèles {{Ouvrage}}, {{Chapitre}}, {{Article}}, {{Lien web}} et/ou {{Bibliographie}}. Le mode d'édition visuel peut mettre en forme automatiquement les références.
- Insérer une infobox (cadre d'informations à droite) n'est pas obligatoire pour parachever la mise en page.

Pour une aide détaillée, merci de consulter Aide:Wikification.
Si vous pensez que ces points ont été résolus, vous pouvez retirer ce bandeau et améliorer la mise en forme d'un autre article.
Arotin & Serghei (AROTIN & SERGHEI), duo d'artistes contemporain depuis 2010, basés à Paris, Berlin, Vienne, et le sud de la France, sont spécialisés dans la création de concepts et d’œuvres artistiques, d'installations intermédiales pluridisciplinaires et proteiformes, de compositions immersives, visuelles et sonores ainsi que de tableaux et de sculptures. Ils intègrent dans leurs œuvres des questionnements philosophiques et scientifiques, notamment la physique quantique et l’astrophysiqueet créent des liens spécifiques avec l'architecture des lieux emblématiques de réalisations à grande échelle dans l’espace public. Leur projet principal Infinite Screen (L'image Infinie) décrit à la fois le macrocosme et le microcosme de notre monde, utilisant les écrans comme symboles, comme portails vers l'infini. Le projet a été développé et présenté entre autres à la Ars Electronica, à la Biennale de Venise, à la Fondation Beyeler, au Kunsthistorisches Museum de Vienne, à Giverny, au Kraftwerk Berlin à l'Ircam et au Centre Pompidou Paris.

## Parcours

### Les débuts des parcours
Arotin & Serghei ont tous les deux leur ancrage dans le croisement des cultures du centre de l'Europe:
Alexander Arotin (né en 1970 à Vienne, Autriche) est issu d'une famille de l'ancienne monarchie Austro-Hongroise remontant à la Transylvanie et au prince Perse Zaccharian von Arotin qui fut adopté par l'impératrice Marie-Thérèse d'Autriche et l'empereur Joseph II, qui furent les parrains de ses enfants. Dans son adolescence Alexander Arotin a été particulièrement influencé par ses deux grands-mères, l'une pianiste d'origine hongroise et l'autre chanteuse avec Brecht, journaliste et militante des droits des femmes dans le Vienne et Berlin des années 1920 ; ses deux oncles, l'un philosophe, disciple d'Adorno, et l'autre conseiller du ministre de la culture à Paris ; ses grands-pères, l'un explorateur et l'autre médecin et violoniste ; son père sportif professionnel et homme d'affaires et sa mère philologue et pianiste. Alexander Arotin grandit entre sa ville natale Vienne, et Paris.
Débutant des études musicales à l’âge de quatre ans, il fait ses premiers pas sur scène du Burgtheater de Vienne (dans un rôle dans Les Oiseaux d’Aristophane). À l'âge de seize ans, il étudie le piano, la composition, les théories musicales et la direction d'orchestre à l'Université de Musique de Vienne, il suit des masterclasses au Centre Acanthe en France auprès du compositeur Luigi Nono et son studio expérimental électroacoustique et assiste au Faust de Giorgio Strehler au Piccolo Teatro Studio à Milan. Des études ultérieures à l'Université des arts appliqués de Vienne en Art, Mise-en-scène et Scénographie pour cinéma et théâtre, entre autres auprès de Axel Manthey, Klaus Zehelein lui ont donné l'occasion de participer à des ateliers avec Bob Wilson parmi d'autres personnalités artistiques singulières, et de réaliser ses premières installations à grande échelle. Il développe des nouveaux concepts de spatialisation et de techniques d'images point de départ de sa collaboration avec Serghei.
Serghei Victor Dubin, (né en 1973 à Chișinău, Moldavie, de nationalité Roumaine) étudie le ballet dès l'âge de cinq ans, ainsi que la musique et le théâtre, puis le journalisme, l'étymologie des langues, la métaphysique, l'histoire de l'art et l'archéologie à Kishinev, Moscou, Montpellier et à Vienne. Le pays d'origine de Serghei, la région de Moldavie, est une zone de fusion culturelle de l'ancienne culture Thrace, Dace, Romaine et Grecque, située au carrefour de la Roumanie, de l'Ukraine, de la Pologne et de l'ancienne Grande Russie, et des Empires Ottoman et Austro-Hongrois. La famille Serghei, originaire de Saint-Pétersbourg et de Cracovie, s'est réfugiée contre les révolutions russes du siècle dernier, dans le sud de l'empire tsariste, en Bessarabia. Une source d'inspiration principale pour le jeune artiste était la bibliothèque de son oncle, qui fut du temps soviétique un rarissime accès à la culture mondiale. Serghei, combine ses passions pour l'art, l'histoire et la philosophie en expérimentant différents domaines artistiques, en tant que commissaire d'exposition et directeur artistique.

### Rencontre et collaboration
Les deux artistes se rencontrent en 1994 à Vienne pour collaborer à la présentation de leur Happy Day Balance, une installation cinétique originairement construite par Alexander Arotin pour l'inauguration du Stadthaus Ulm en Allemagne en hommage à Samuel Beckett, et inspirée par la sa pièce emblématique Les Beaux Jours dans laquelle une plaine et le ciel infinis se rencontrent au lointain dans une ligne. L'ensemble de la construction, une installation de plus de six mètres de haut, a été conçu pour tourner à 360° autour de son propre axe en état de déséquilibre permanent, alors que deux protagonistes intervenaient sur les ailes. Cependant, pendant les répétitions, les acteurs initialement engagés sont devenus étourdi et avaient annulé leur participation. Non découragé, et avec un optimisme qui sera plus tard pour caractéristique pour le duo, Arotin a choisi Serghei comme co-interprète et a réalisé la performance lui-même.
Un an plus tard, les deux artistes se sont retrouvés à coordonner des centaines de chanteurs à l'Opéra d'État de Moldavie pour la première de Requiem per il teatro conçu pour être réalisé avec le Requiem de Verdi. Des projets aussi ambitieux démontrent parfaitement la flexibilité dont ces artistes sont capables et de l'osmose entre les médiums, comme entre l'art et la vie. Leur coopération a finalement conduit à une collaboration continue, un processus de collaboration et d’expérimentation artistique fondé sur le désir commun d’explorer des espaces à la fois réels et fictifs allant du mythologique aux plaines numériques du futur.
En 1994, le duo fonde sa première plateforme de production pour projets d'art intermédial « Arotin Art Edition » à Paris. En permanence en mouvement, ils sont l'incarnation de la bohème européenne, voyageant avec leurs projets entre Berlin, Paris, Londres, Genève, Vienne, Venise, Milan, Barcelone, Bruxelles, Gstaad et leur atelier dans le sud de la France.
Leurs diverses capacités se manifestent souvent dans des collaborations avec des compositeurs contemporains ou des installations visuelles à grande échelle combiné à des performances orchestrales ou des installations sonores. La déconstruction de l'espace reste un majeur thème de leur travail, comme en témoigne le développement de l'installation Non-Lieu / Manipulated Space pour une production spectaculaire d' En attendant Godot. Dans cette installation, les deux artistes ont imaginé un des premiers mappings vidéo jamais réalisés, permettant à un être humain à pénétrer physiquement une réalité virtuelle multidimensionnelle, une installation en forme d'ordinateur portable de 8 mètres de haut installé sur scène. Le son de cette installation a été réalisé par les artistes en collaboration avec le compositeur Olga Neuwirth. La célèbre "rue sans fin" décrite par Samuel Beckett devient dans cette installation une composition picturale intermédiale dans laquelle les artistes composent, assemblent et manipulent des signaux visuels et des strates sonores, un espace en transformation infinie, prédécesseur de l'idée de son, d'espace et de visualisation de Infinite Screen – L'image Infinie.

### Créations communes
Depuis 2010, les deux artistes se produisent à échelle internationale exclusivement ensemble en tant que binôme, sous le nom d'artistes AROTIN & SERGHEI. Dès le début de leur collaboration, ils recherchent et créent ensemble un univers de couleur et de lumière en constante métamorphose, en superposition et en fusion. Ils font partie de la Plateforme Européenne pour l'Humanisme Numérique, sont co-initiateur des Ars Electronica Gallery Spaces, ont organisé des séminaires et des conférences sur le développement de la créativité dans un contexte multidisciplinaire à l'Université du Luxembourg, ils ont été représentants d'artistes pour The State of Fine Art – symposium international au Parlement européen de Bruxelles, initiateur du cycle d'exposition et de conférences Metamorphosis – Art & Innovation, et sont très engagé auprès des organisations de droits d'auteur d'artistes en Europe.

### Infinite Screen – L'Image Infinie
Depuis 2012, Arotin & Serghei développent leur projet principal Infinite Screen en collaboration avec les majeurs institutions d'art à travers l'Europe, en commençant avec les Light Cells à la Ars Electronica et à la Biennale de Venise, jusqu'à leurs installations géantes dans l'espace pubic, comme laTour de Babel de 1 200 m2 au Kunsthistorisches Museum de Vienne, Impression – Dialogues avec Monet à Giverny et les Colonnes de Lumière Infinies en hommage à Constantin Brancusi le long de l'Ircam devant le Centre Pompidou Paris en 2021.

« Cette installation me passionne, pas seulement parce que c'est belle et parce qu'elle est intéressante, mais parce que pour moi elle symbolise quelque chose de très puissant, elle symbolise ce que le Centre Pompidou veut être – un ensemble multidisciplinaire – c'est pour moi la résurrection de l’esprit initial du Centre Pompidou
Serge Lasvignes, président du Centre Pompidou, dans son discours de l’inauguration de l’installation de Arotin & Serghei au Centre Pompidou. »

Depuis les installations à l'intérieur et devant le Centre Pompidou, ainsi qu'avec l'exposition des installations géantes Infinite Screen / Constellations of The Future et Apokatastasis sur les 10 000 m2 du Kraftwerk à Berlin en 2023, Arotin & Serghei tentent de démocratiser l'Art et rendre la liberté artistique accessible à tous. Les artistes créent un dialogue avec des grandes institutions scientifiques, comme le Galileo Galilei Instituteet le ALMA, la plus grande plateforme internationale d'astrophysique au monde, et développent leur vision d'une Voie de La Lumière installation imaginée pour l'espace publique, transférant les calculs astrophysiques des origines de l'univers en Image Infinie visible et capable changer les points de vue et accroitre les perspectives dans la société.

« Arotin & Serghei apportent l'idée humaniste fondamentale de la Renaissance, l'expansion de l'espace et de la pensée, à notre époque.
Le point de fuite devient l'endroit où cet écran s'ouvre. Le mur s’effondre sous l’illusion de l’infini. (...) Et ceci, comme Arotin me l'a rappelé lors de la répétition, dans un monde où nous croyions que notre attitude avait changé, disposé à détruire les murs, puis se réveillant soudain, se retrouver à les ériger à nouveau. Cela signifie pour moi: vivre la contemporanéité, (...) en tant qu'artiste, mais aussi en tant que citoyens conscients du monde.
Ivan Fedele, directeur de La Biennale di Venezia / Musica , lors de l‘inauguration de Infinite Screen à la Biennale de Venise 2015 »

## Œuvres

### Peinture intermédiale (intermedial paining)
Avec les cycles sur les cellules de lumière rouges, vertes et bleues, Arotin & Serghei créent des peintures intermédiales sur l'ADN du langage visuel d'aujourd'hui, en ouvrant de nouveaux champs de visions et de nouveaux horizons dans le monde de l'art et dans la société.
Arotin & Serghei utilisent le terme « inter-médial » non seulement pour décrire les combinaisons et les rapports entre différents médias, mais le terme symbolise pour eux aussi l'indépendance d'une idée par rapport aux médias, et par rapport à un médium spécifique utilisé pour une matérialisation.
Les œuvres du cycle Infinite Screen ont été présentées pour la première fois à la Tefaf à Maastricht en 2012, suivies d'expositions à la Ars Electronica, Artcurial et à Espace Muraille à Genève. Pour l'exposition Metamorphosis, présentée au Palais Schönborn Batthany de la Galerie W&K - Wienerroither & Kohlbacher à Vienne en 2018, le duo a créé une nouvelle œuvre sous le nom de Metamorphosis 01, ainsi qu'une présentation en six parties, une performance et cycle de discussion qui explore la transformation et l’innovation des personnages, de la forme et du contenu dans l’art.

### Les installations intermédiales et pluridisciplinaires
Les installations à grande échelle de Arotin & Serghei ont été réalisées en coopération avec les plus grandes institutions artistiques mondiales. À partir de 2013, Infinite Screen a été élargi et présenté de manière interdisciplinaire en tant qu'œuvre commandée par la Biennale de Venise et le Wiener Konzerthaus en collaboration avec le Klangforum Wien.
En 2016, Infinite Screen a été installé par les artistes sous forme d'installation de 1 200 m2 sur la façade principale du musée de la Maria-Theresien-Platz pendant un mois dans le cadre d'un projet marquant le 125e anniversaire du Kunsthistorisches Museum de Vienne en collaboration avec Artcurial, Museum in Progress et Ars Electronica ont présenté une composition image et sonore en constante évolution.
L'installation artistique a ensuite été développée pour la Fondation Beyeler (2016) et pour les festivals Ars Electronica 2014, 2015, 2016, 2017, ainsi qu'au Monet Festival Impression à Giverny (2018) et chez Guerlain / Fiac Paris (2018).
En 2019, la première version de 12 mètres de haut de la Colonne de Lumière Infinie a été exposée comme œuvre majeure de l'exposition anniversaire 40 ans d'Ars Electronica au Centre Ars Electronica, Musée du Futur.
En 2021, deux installations médiatiques complémentaires du cycle Infinite Screen ont été présentées au Centre Pompidou à Paris dans le cadre du festival Manifeste-2021, qui relient les différentes sections du centre d'art et de culture telles que l'architecture, les beaux-arts et l'univers sonore. de l'Ircam-Centre Pompidou, et sur des Œuvres de la collection, telles que le carré noir de Malevitch, au concept de synesthésie de Kandinsky et aux colonnes infinies de Brancusi : Infinite Light Columns / Constellations Of The Future 1-4, une installation de 4 colonnes de cellules lumineuses sur la place devant le musée le long de l'Ircam-Centre Pompidou, ainsi que Vertigo / Infinite Screen, une composition visuelle sur 18 écrans dans la grande salle du Centre Pompidou.
En 2023, Infinite Screen a été présenté au Kraftwerk Berlin sous la forme d'une exposition personnelle de 12 000 m2 lors du Gallery Weekend. Une exposition immersive « supraliminale » avec 5 installations monumentales : dans la zone inférieure, trois images intermédias du cycle Truth Possibilities dédié à Ludwig Wittgenstein, la composition d'images numériques Infinite Time Machine et Constellations of The Future, un labyrinthe de colonnes lumineuses constituées de moniteurs empilés les uns sur les autres. L' immense salle à piliers de l' étage supérieur était traversée par l' installation principale Apokatastasis, une 100e m vive la ligne générée de panneaux LED, avec une installation sonore à 14 canaux autour du thème de la réinitialisation post-apocalyptique.

## Réception
« Dans leurs œuvres, Arotin & Serghei créent un univers de couleurs et de lumière, qui se métamorphose constamment par superposition, fusion et dédoublement. Dans ce processus de transformation, des concepts issus de la philosophie et de la science sont repris et condensés en compositions visuelles et sonores. La remise en question fondamentale des « possibilités de vérité » " (Ludwig Wittgenstein : Tractatus Logico Philosophicus 4.3) permet aux artistes de créer une variété d'œuvres d'art, d'images, de dessins et d'installations à grande échelle, des pièces uniques analogiques et numériques 

## Expositions (sélection)
- Infinite Screen / Apokatastasis, Kraftwerk Berlin, 2023
- Infinite Screen / Constellations du futur 5-11, Kraftwerk Berlin, 2023
- Colonnes de Lumière Infinies / Constellations du Futur 1-4, hommage à Brancusi, Ircam - Centre Pompidou, 2021
- Infinite Screen / Vertigo, installation intermédiale pour 18 écrans, hommage à Hitchcock, Centre Pompidou, 2021 (coproduction Klangforum, WDR, Wiener Konzerthaus, Wien Modern )
- Colonne de Lumière Infinie 01. Kunsthalle de Vienne et Ars Electronica Center 2019
- Impressions - Dialogue avec Monet (Infinite Screen). Festival des Arts de Vernon-Giverny, 2019
- Metamorphosis. W&K – Wienerroither & Kohlbacher, Vienne 2018
- Infinite Time Machine. Galerie Espace Muraille, Genève 2017
- Logical Structure Of Color. Festival Ars Electronica, Gallery Spaces, Linz 2017
- Impulsions lumineuses. Galerie Espace Muraille, Genève 2016
- Prométhée / White Point (Écran Infini). Fondation Beyeler, Bâle 2016
- Infinite Screen/  La Tour de Babel. Musée d'histoire de l'art, Vienne 2016
- Infinite Screen / Mantegna. La Biennale de Venise, Arsenale / Teatro Alle Tese, Venise 2015
- Infinite Screen / Tout ce que nous voyons pourrait aussi être autrement. (Wittgenstein), Festival Ars Electronica, Brucknerhaus, Linz, 2014
- Infinite Screen / Mantegna. Konzerthaus Wien, Vienne 2013
- Infinite Screen / Mute Space, Galerie Flore, TEFAF, Maastricht, 2012

## Littérature
- AROTIN & SERGHEI, Infinite Screen, Hatje Cantz, 2023  (ISBN 978-3-7757-4545-1)
- W&K – Wienerroither & Kohlbacher, Arotin & Serghei, Métamorphose. Édition W&amp;K, Vienne 2018  (ISBN 978-3-200-05798-2) ( issuu.com ).
- AROTIN & SERGHEI, Colonne de Lumière Infinie. Dans : Gerfried Stocker, Christine Schöpf, Hannes Leopoldseder : Out of the Box, The Midlife Crisis of the Digital Revolution. (Ars Électronique 2019). Hatje Cantz, 2019,  (ISBN 978-3-7757-4576-5), p.
- Grazia D'Arienzo, Rimediare lo spazio beckettiano. "En attendant Godot" d'Alexandre Arotin. Dans : Arti dello Spettacolo/Performing Arts. année III, n. 3, 2017, pp. 40-48  (ISSN 2421-2679).
- Gerfried Stocker, Christine Schöpf, Hannes Leopoldseder, Radical Atoms et les alchimistes de notre temps. (Ars Électronique 2019). Hatje Cantz, 2019  (ISBN 978-3-7757-4193-4), p. 22, 328, 382.
- Paula Watzl, Arotin & Serghei, Métamorphose. Dans : magazine d'art. Non. 1, 2018, p. 140-141. (Parnasse)
- Flore de Brantes, Arotin & Serghei. Catalogue. TEFAF, Maastricht, 2012.
- Bertrand Saint Vincent, Giverny en voit de toutes les couleurs. Dans : Le Figaro. 25 juin 2019.
- Caroline Messensee, Arotin & Serghei. Machine à voyager dans le temps infini. Guerlain / Fiac, 2018, p. 10, couverture.
- Benedikt Sarreiter, Dans les interfaces, Arotin & Serghei, White Point. Dans : Vous, Le Magazine de la Culture no 875, 2016  (ISBN 978-3-905931-73-0), p.
- Paulo Baratta, Ivan Fedele, Il suono della memoria. La Biennale de Venise. 59. Festival International de Musique Contemporaine, 2015, pp. 6, 22-25.
- Hannes Leopoldseder, Gerfried Stocker, Christine Schöpf, ... Ce qu'il faut pour changer. (Ars Électronique 2014). Hatje Cantz, 2014  (ISBN 978-3-7757-3849-1), pp. 184-187, 262.